# Qayeh Bolāghī
Qayeh Bolāghī (persiska: قیه بلاغی, Qayeh Bolāgh) är en ort i Iran.   Den ligger i provinsen Östazarbaijan, i den nordvästra delen av landet, 500 km väster om huvudstaden Teheran. Qayeh Bolāghī ligger 1 805 meter över havet och antalet invånare är 468.
Terrängen runt Qayeh Bolāghī är huvudsakligen kuperad, men åt sydväst är den platt. Runt Qayeh Bolāghī är det ganska tätbefolkat, med 155 invånare per kvadratkilometer. Närmaste större samhälle är Marāgheh, 19,6 km väster om Qayeh Bolāghī. Trakten runt Qayeh Bolāghī består i huvudsak av gräsmarker.